# 二条尚基
二条 尚基（にじょう ひさもと）は、戦国時代の公卿。二条家12代当主。号は後如法寿院。子は二条尹房。

## 生涯
文明3年（1471年） 、二条政嗣の子として誕生。母は水無瀬季兼の猶子（細川教春の娘）・兼子 。
文明15年（1483年）12月23日、従三位に叙される。同年に元服し、家の慣例により、室町幕府の第9代将軍・足利義尚から偏諱を賜い、尚基と名乗る。
延徳3年（1491年）、内大臣となり、明応6年（1497年）に藤氏長者（不及牛車兵仗宣下）および右大臣、関白となる。
明応6年（1497年）10月10日、尚基は27歳の若さで死去した。二条家はほかの摂関家に比べて所領が少なく、経済基盤が脆弱であり、尚基の代には戦乱の拡大によって、経済状況がますます苦しくなっていた。尚基の死について、三条西実隆が「凡そ彼の家門の儀、近日零落、殆ど常篇に絶す。秋衣の儲けもなく、寒威数日膚を侵す（凡彼家門之儀、近日零落、殆絕于常篇、無秋衣之儲、寒威等數日侵膚）」と記していることから、二条家の困窮により、尚基は着るものさえ用意できない状況に追いやられていたことがわかる。

## 系譜
- 父：二条政嗣（1443-1480）
- 母：水無瀬兼子 - 水無瀬季兼の猶子、細川教春の娘
- 妻：不詳
  - 男子：二条尹房（1496-1551）